# روبي (برشلونة)
بلدية روبي (بالكاتالانية: Rubí) هي إحدى بلديات مقاطعة برشلونة، والتي تقع في منطقة كاتالونيا، شرق إسبانيا.
يبلغ عدد سكانها 70.494 نسمة وفقاً لإحصائية سنة (2007).

## توأمة
لروبي (برشلونة) اتفاقيات توأمة مع كل من:
- كليشي
- ثيلانوفا
- بوداهيل

## أعلام
- جوردي توريس